# 日向礁
座標: 北緯34度00分41秒 東経124度53分19秒 / 北緯34.01139度 東経124.88861度
日向礁（ひゅうがしょう、朝鮮語: 가거초(可居礁)、中国語: 日向礁）は、韓国の全羅南道新安郡西南、可居島（小黒山島）西48キロの黄海にある暗礁である。頂点は海面下7.8メートルにある。
この暗礁は、1927年3月29日に日本海軍の戦艦日向がこの暗礁に触礁事故を起こしたことで発見された。同年8月14日、日本海軍はこの暗礁の調査を行い、その船名より「日向礁」と命名した。

## 歴史
2006年、韓国政府はこの暗礁を可居礁（かきょしょう、カゴしょう）と命名し、海洋観測施設の建設を行っている。蘇岩礁とともに、黄海の排他的経済水域をめぐる中華人民共和国と大韓民国の間の係争の一要素となっている。
2008年、韓国政府によって国際水路機関に Gageo Reef の名で国際登録の申請が行われた。申請資料には暗礁から48キロの距離にある島の名前(Gageo Do)を命名理由として挙げており、日向礁という呼称と命名経緯については触れられていない。
2009年10月13日、韓国がこの暗礁の上に海洋施設（可居礁海洋科学基地）を完成させた。同じく東シナ海の暗礁である蘇岩礁（韓国名：離於島）の海洋施設に続き韓国で2番目の海洋基地である。100億ウォンの事業費をかけて2007年11月から工事が行われてきた。高さ51メートル、面積286平方メートルで、規模は蘇岩礁（離於島）の海洋施設の4分の1だが、施設の機能は蘇岩礁（離於島）のものより優れている。また、21メートルの波や秒速40メートルの風にも耐えられるように設計されている。この海洋施設で30種類以上の先端観測設備を使って気象や海洋、大気の環境などの観測を行い、そのデータを衛星を使ってリアルタイムで海洋研究院に転送するとしている。このデータは気候変動に関する研究のほか大気や海洋に関する様々な研究に必要な情報であるとしている。